# Phrurolithus minimus
Phrurolithus minimus (C. L. Koch, 1839) è un ragno appartenente alla famiglia Phrurolithidae.

## Biologia
Questo ragno è mirmecofilo, cioè vive in associazione con le formiche e le preda; in particolare è stato rinvenuto in associazione con questi imenotteri nelle colonie di Formica fusca Linnaeus, 1758, Myrmica scabrinodis Nylander, 1846 e Tapinoma erraticum Latreille, 1789..

## Distribuzione
La specie è stata reperita in molteplici località della regione paleartica.

## Tassonomia
Al 2012 non sono note sottospecie e non sono stati esaminati nuovi esemplari dal 2006.